# カバーソング・ドールズ
カバーソング・ドールズは、ジュニアアイドルグループ。愛称はカバドル。所属事務所はアクアス・エンターテインメント。

## メンバー
- 彩音ちか（あやね ちか、1992年8月18日 - ）
- 赤坂沙絵（あかさか さえ、1993年1月22日 - ）
- 上奈紗空（うえな さく、1991年9月22日 - ）
- 青木衣沙（あおき いさ、1992年8月28日 - ）

### ディスコグラフィー
- 『CoverSongDolls』（2007年7月25日発売、デビューアルバム） - おニャン子クラブ、キャンディーズ、山口百恵、松田聖子などをカバーしたアルバム。

1. セーラー服を脱がさないで（おニャン子クラブ）
2. 年下の男の子（キャンディーズ）
3. ひとりじゃないの（天地真理）
4. 夏のお嬢さん（榊原郁恵）
5. ひと夏の経験（山口百恵）
6. 夏の扉（松田聖子）
7. どうにもとまらない featuring 赤坂沙絵（山本リンダ）
8. ハートのエースが出てこない（キャンディーズ）
9. 狙いうち（山本リンダ）
10. 花の首飾り（ザ・タイガース）
11. 翼をください（赤い鳥）
12. 心の旅　featuring 青木衣沙（チューリップ）
13. 人生いろいろ　featuring 上奈紗空（島倉千代子）
14. 微笑がえし（キャンディーズ）

- 『CoverSongDolls2』（2008年7月25日発売、セカンドアルバム） - 山口百恵、テレサ・テン、久保田早紀などを、各メンバーがソロでカバーしたアルバム（1 - 7が彩音、8 - 14が青木、15 - 21が上奈）。

1. 赤い風船（浅田美代子）
2. 青い果実（山口百恵）
3. 青い珊瑚礁（松田聖子）
4. 小指の想い出（伊東ゆかり）
5. スローモーション（中森明菜）
6. いい日旅立ち（山口百恵）
7. 秋桜（山口百恵）
8. あの素晴しい愛をもう一度（北山修・加藤和彦）
9. 異邦人（久保田早紀）
10. あなた（小坂明子）
11. 私は泣いています（りりィ）
12. 22才の別れ（風）
13. 悲しくてやりきれない（ザ・フォーク・クルセイダーズ）
14. 手紙（由紀さおり）
15. 好きになった人（都はるみ）
16. 真赤な太陽（美空ひばり）
17. 雨の慕情（八代亜紀）
18. つぐない（テレサ・テン）
19. 空港（テレサ・テン）
20. ブルーライトヨコハマ（いしだあゆみ）
21. 骨まで愛して（城卓矢）

### その他
着うた配信がmusic.jp やドワンゴなど各種着うたサイトで行われている。